# 青空ふたたび
青空ふたたび（あおぞらふたたび）は、朝日放送テレビ制作の第101回全国高等学校野球選手権大会中継内で、2019年8月6日から10日間にわたって試合中継の合間に放送されていた10話構成のミニドラマである。
2017年の全国高等学校野球選手権長野大会に出場した長野県軽井沢高等学校硬式野球部の女子マネジャー（当時3年生）をモデルに、廃部寸前の野球部を立て直すまでの奮闘振りを、1日1話のペースで描く。関西ローカル向けの放送だが、放送済みの動画については、TVerでも放送後から順次配信されている。

## 概説
1957年から全国高校野球選手権大会の全試合中継を実施している朝日放送テレビでは、旧朝日放送時代の2003年から、複数の試合を予定している日の中継の合間に地上波限定で7分間の「インターバルゾーン」を設定。阪神甲子園球場内に設けたスタジオからの生中継方式で、朝日放送→朝日放送テレビのアナウンサーを進行役に立てながら、直近の試合のダイジェストや直後に中継予定の試合の見どころなどを紹介してきた。
しかし、2019年の第101回全国高等学校野球選手権大会から「インターバルゾーン」を撤廃。この時間帯を、高校野球にちなんだ4分間のミニドラマ枠に転換した。本作品はその第1作に当たる。なお、モデルになった長野県軽井沢高校からの取材協力の下に制作されたため、劇中でも同校の名称やマネジャーの実名をそのまま使用。一部の回には、高校野球中継の本編とは別のスポンサーが付いていた。
ドラマの主人公である軽井沢高校の女子マネジャーには、田辺桃子を起用。『熱闘甲子園』（朝日放送テレビ・テレビ朝日共同制作の大会ダイジェスト番組）に出演している古田敦也（野球解説者、元・東京ヤクルトスワローズ捕手および監督）が校長先生役、かつて『速報!甲子園への道』（朝日放送→朝日放送テレビ制作の地方大会ダイジェスト番組）のキャスターを務めた同局アナウンサーの川添佳穂が軽井沢高校の教師役で出演している。
さらに、朝日放送テレビ甲子園関連番組のキャスターのヒロド歩美がナレーターを担当。放送の直前には、「ナビゲーター」という肩書で、甲子園球場放送席からの生中継を通じてあらすじを紹介していた。
放送期間は大会中盤までの10日間（大会第1 - 10日目）で、当初は2019年8月6日から15日までを予定していた。しかし、令和元年台風第10号接近の影響で15日開催予定分の全試合（2回戦3試合）が翌16日に順延されたため、最終話（第10話）は16日に放送。最終話の放送後から、「TVer」での全話一斉配信を実施している。
なお、朝日放送テレビから関西地方の独立局（サンテレビ・KBS京都・びわ湖放送・奈良テレビ・テレビ和歌山）へのリレー中継の時間帯が試合中継の変わり目に当たる場合には、上記の独立局から放送。その一方で、高校野球中継本編の同時ネットを実施しているBS朝日では、本番組の時間帯を定時ニュース（『News Access』）に充てていた。

## あらすじ
夢を実現させるために廃部寸前の野球部を立て直すのに1人の女子マネージャーが奮闘する。監督と慣れない土運びの重労働をしたり、家族と喧嘩したり、校長に直談判と部員を集めようとするも前途多難だが･･･。

## キャスト
○：放送時点で『熱闘甲子園』のキャスター

◎：放送時点で朝日放送テレビのアナウンサー

- 田辺桃子：小宮山佑茉（女子マネージャー）
- 白井哲也：林原監督
- 小川向陽：星田尚也（新人部員）
- 中川浩三：佑茉の父親
- 八田麻住：佑茉の母親
- 川添佳穂◎：田沢先生（生徒会顧問）
- 古田敦也○：校長先生
- ヒロド歩美◎○：ナレーター兼ナビゲーター

## スタッフ
- 脚本 - 佐野誠
- 監督 - 大畑拓也
- 助監督 - 花田英之
- 撮影 - 長野允耶
- 制作担当 - 井関恭蔵
- 音声 - 滝川毅
- 記録 - 黒木ひふみ
- 照明 - 瀧本貴士
- 美術 - 佐々文章
- 編集 - 渡辺裕也
- TM - 兼岩克
- MA - 萩原隆之
- 取材 - 藤田洋平
- 編成 - 吉本貴雄、足立冬馬
- PR - 衣川淳子、高内三恵子
- 営業 - 西川大介、古田誠、木下尚哉
- プロデューサー - 赤塚欣也（朝日放送テレビ）、大畑拓也（朝日放送テレビ）、渡辺晃司（ABCリブラ）、岸岡孝治（ABCリブラ）
- 取材協力 - 長野県軽井沢高等学校
- 協力 - 清教学園中・高等学校、和歌山市立加太中学校
- 制作著作 - 朝日放送テレビ
- 制作 - ABCリブラ

## 放送日程
| 放送回               | 放送日         |
| -------------------- | -------------- |
| 第1回                | 2019年 8月06日 |
| 第2回                | 8月07日        |
| 第3回                | 8月08日        |
| 第4回                | 8月09日        |
| 第5回                | 8月10日        |
| 第6回                | 8月11日        |
| 第7回                | 8月12日        |
| 第8回                | 8月13日        |
| 第9回                | 8月14日        |
| 特別編(1～9話総集編) | 8月16日        |
| 最終回               | 8月17日        |